# 10937 Ferris
10937 Ferris è un asteroide della fascia principale. Scoperto nel 1998, presenta un'orbita caratterizzata da un semiasse maggiore pari a 3,2193906 UA e da un'eccentricità di 0,0336506, inclinata di 4,70618° rispetto all'eclittica.